# Plateau de Titel
Le plateau de Titel (en serbe cyrillique : Тителски плато ; en serbe latin : Titelski plato), également connu sous le nom de Kalvarija (Калварија), est un site archéologique situé près de Titel, dans la province de Voïvodine, en Serbie. Il abrite des vestiges datant de la Préhistoire au début du Moyen Âge. En raison de son importance, il figure sur la liste des sites archéologiques d'importance exceptionnelle de la république de Serbie.

## Présentation
Kalvarija est située au tripoint des régions du Banat, de la Bačka et de la Syrmie, sur une colline qui formait autrefois une île fluviale, au confluent de la rivière Tisa et du Danube. Le site n'a pas été encore été systématiquement fouillé et les découvertes qui y ont été effectuées le furent à l'occasion de travaux de canalisation pour l'approvisionnement en eau de la ville de Titel (1968) ou pour l'installation de la téléphonie mobile (2002). Le côté nord du site est bordé par un raidillon qui descend vers la Tisa, tandis que les trois autres côtés sont délimités par un ancien fossé. Des vestiges de murailles ont également été mis au jour.
Le site est constitué de différentes couches sur une hauteur totale de six mètres : plusieurs couches préhistoriques remontant au Néolithique, au Chalcolithique, à l'Âge du bronze et à l'Âge du fer, une couche dans laquelle se trouvent les vestiges d'une localité sarmate et une couche datant du début du Moyen Âge, qui contient les vestiges d'un monastère fortifié.